# Kék-hegység (Ausztrália)
A Kék-hegység (angolul Blue Mountains) Ausztráliában, Új-Dél-Wales-ben található, Sydney-től 50 km-re nyugatra. A Nagy-Vízválasztó-hegység része. Legmagasabb pontja 1189 m. A Kék-hegység Nemzeti Park a Bővebb Kék-hegység Övezet részeként az UNESCO világöröksége.
Szerkezetileg főleg szilur homok- és mészkövekből áll. Két, a tengerparttal párhuzamos vonulata közül a keleti, meredek homokkőfalakkal határolt az igazi Kék-hegység (Blue Mountains, 1362 m). Sydney és Canberra közelsége forgalmas kirándulóhellyé teszi. Belső vonulata mészköves, legnagyobb természeti látványosságai a barlangok (a kontinensen legismertebb a Jenolan-barlangrendszer), a vízesések és a 600 m mélységet elérő karsztos völgyek.
A hegység déli határát alkotó tektonikus árokban alakult ki a George-tó foglal helyet. A lefolyástalan állóvíz medencéjében a tavi üledékek a miocén óta folyamatos sort alkotnak, így bennük kiválóan tanulmányozhatók a klimatikus-vegetációs változások. A George-tó árka 600 méter magas hágón vezeti át a közlekedést.

## Neve
Nevének eredetére számos magyarázat létezik, bár a távoli hegyeket a világ számos más részén is kékesnek látják. (Például a magyar Kékes.) Az egyik magyarázat arról szól, hogy ha megfelelőek az időjárási körülmények, a hegység kékes ködbe borul, ami a nagyon finom olajos kipárolgásnak köszönhető, amelyet az eukaliptuszok bocsátanak ki. Egy másik szerint neve a felfedezések korából származik: a tengerről nézve a hegység az eukaliptuszerdők miatt kékes színűnek látszott. Egy harmadik szerint a kék színt a Mie scattering nevű fizikai jelenség okozza.

## Éghajlat
A hegylánc magasabb részein a nyári átlaghőmérséklet 20°C körül van.  Az alacsonyabban fekvő területeken jóval melegebb van.  Télen nagyon ritka a 3°C alatti hőmérséklet.  Sok a ködös, párás nap. Évi 2-3 alkalommal szokott havazni, de csak a magasabban fekvő területeken.  Az évi átlagos csapadékmennyiség 1050 ml.

## Fauna

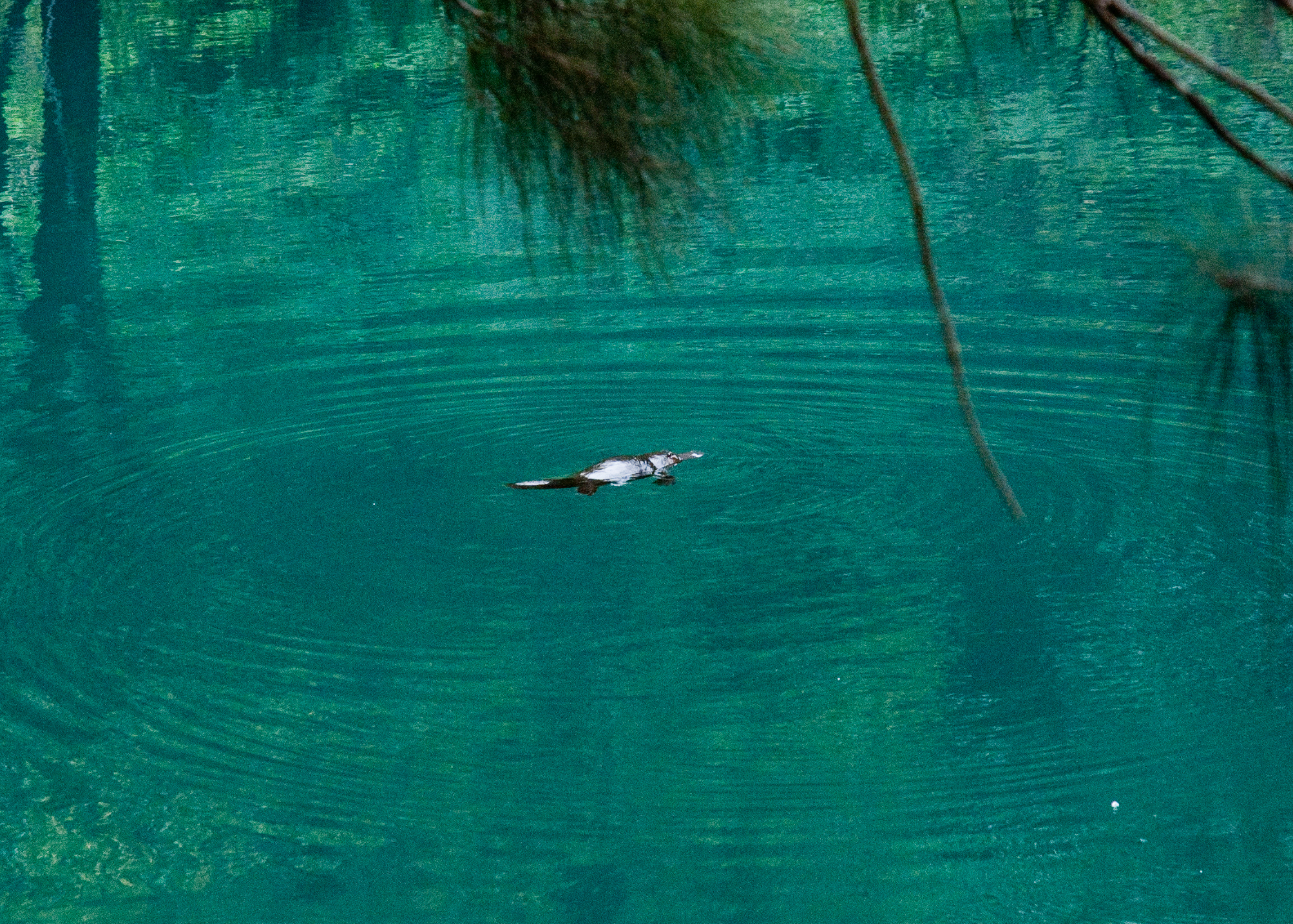
Kacsacsőrű emlős az egyik tavacskában

400 különböző állatfaj él az erdőkben. Gyakoriak a koalák, amelyek előnyben részesítik a sok eukaliptuszfát, a dingók, a tavakban a kacsacsőrű emlősök.

## Története

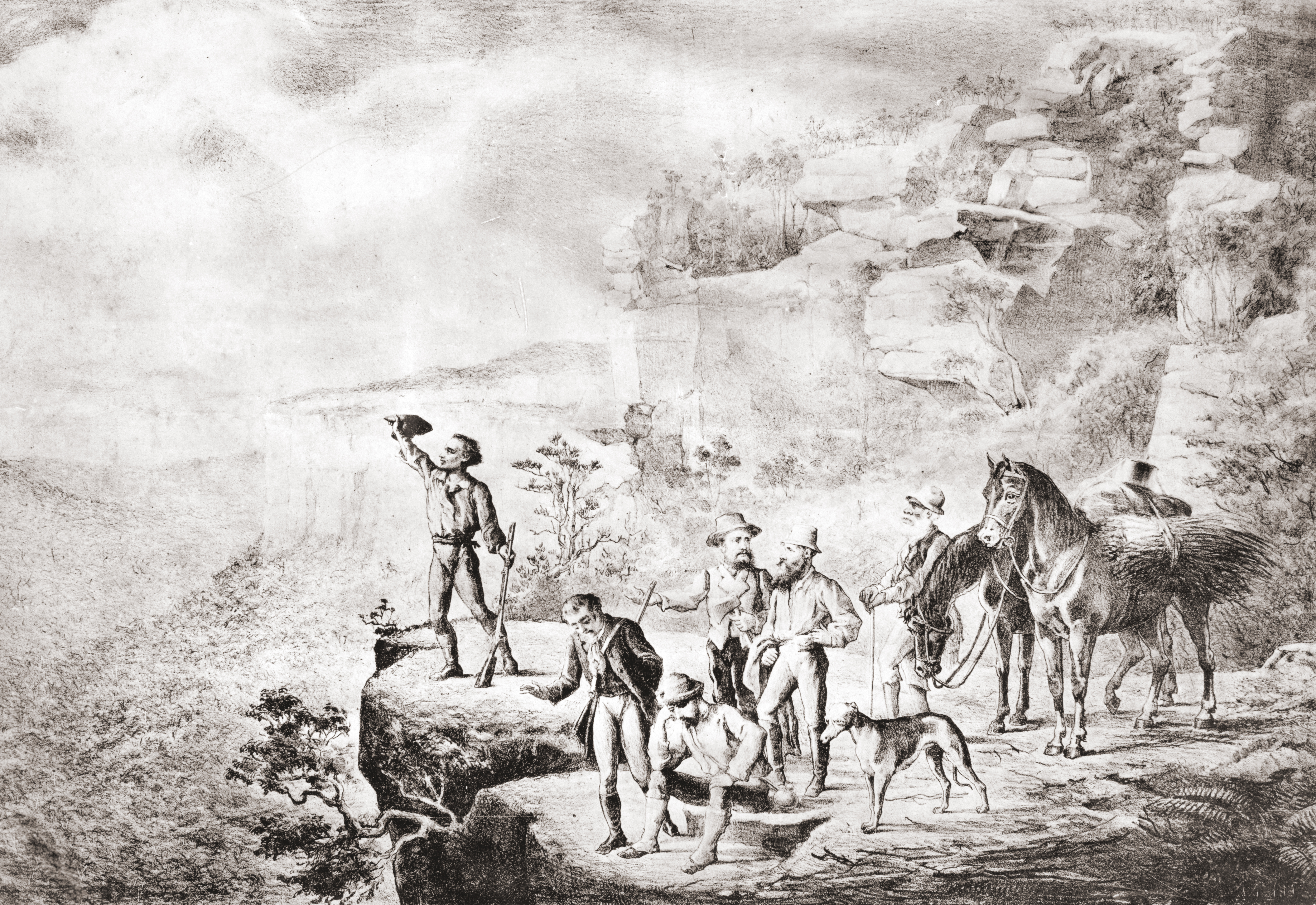
Átkelés a Kék-hegységen

Amikor az európaiak megérkeztek, a hegység már több ezer éve lakott volt. A bennszülött Gundungurra törzs tagjai lakták a hegyvidéket. Az őslakosok lakhelyei még ma is megtekinthetők, leghíresebb közülük az úgynevezett „sziklamenedék”, egy barlang, melyben kézlenyomatok találhatók. A Gundungurrák teremtéstörténete szerint a két mesebeli, félig hal, félig hüllő élőlény, Mirigan és Garangatch epikus csatát vívtak a hegységben, pontosabban a Jamison-völgyben.
Először John Hunter kapitány említi ezen a néven a hegységet 1789-ben, aki egy expedíciót vezetett ide, és úgy gondolta, a hegyek mögött termékeny földek lapulnak.

## Látnivalók
A turisták kedvenc kirándulóhelye a „Három Nővér” szikla, amely a világ legmeredekebb vasútjával és számos vízeséssel is elkápráztatja a látogatót.

## Forrás
- ↑ Gábris: Gábris Gyula: Ausztrália természeti viszonyai. In  Probáld Ferenc, Horváth Gergely,  (szerk): Ázsia, Ausztrália és Óceánia földrajza. Budapest: ELTE Eötvös Kiadó. 1998.  ISBN 963 463 161 4